# 格倫伍德 (新墨西哥州)
格倫伍德（英語：Glenwood）是位於美國新墨西哥州卡特倫縣的普查規定居民點。

## 人口
根據2020年美國人口普查的數據，格倫伍德的面積為4.01平方千米，當中陸地面積為3.99平方千米，而水域面積為0.02平方千米。當地共有人口113人，而人口密度為每平方千米28.18人。